# Lake Aviemore (Südgeorgien)
Der Lake Aviemore ist ein 300 m langer und 200 m breiter See auf Südgeorgien im Südatlantik. Auf der Barff-Halbinsel liegt er 0,5 km südwestlich eines alten Walfängerdepots am Ufer der Bucht Godthul.
Das UK Antarctic Place-Names Committee benannte ihn 2009 nach dem Walfangschiff SV Aviemore, das ab 1908 als erster Walfänger von der Station der norwegischen Bryde & Dahls Hvalfangerselskab in der Godthul aus tätig war.